# Jens Bang (handelsmand)
 Der er flere personer med dette navn, se Jens Bang.
Jens Bang (født ca. 1570 i Horsens:33, død 6. februar og begravet 20. februar 1644 i Aalborg:48-49) var en dansk handelsmand.
Jens Bang formodes at være søn af købmanden Oluf Bang og borgmesterdatteren Sidsel Jørgensdatter.:18
Jens Bang ankom som ca. 22–årig til Aalborg og antages at være kommet i købmandslære hos sin formodede ældre halvbroder Jørgen Olufsen.:16-17 I Aalborg giftede han sig 1605[kilde mangler] med Maren Jørgensdatter (begravet 19. juli 1639 i Aalborg), som antagelig var datter af borger i Aalborg Jørgen Jensen (Husum) og steddatter af borgmesteren sammesteds Peder Nielsen Finde.
Han blev optaget som gildebroder i Guds Legems Lav aftenen før Helligtrekongersdag 1600.:329 I 1605 fik han købmandskab og ret til at drive handel i Aalborg, da han havde betalt 24 skilling i borgerskabspenge.:35 Han var ikke længe om at udnytte sine rettigheder, og inden længe investerede han i et skib, der skulle levere tømmer og spansk salt til Christian IVs lensmand.:35 Han havde held med sine forretninger: I 1621 havde han råd til at købe en stor grund på hjørnet af Adelgade og Østerå. Der byggede han i 1623-24 sit prægtige og store stenhus, som er den stolteste af alle tidens købmandsgårde i Aalborg, kendt som Jens Bangs Stenhus.:36 Måske har han villet overtrumfe broderen Jørgen Olufsens 1616 opførte prægtige stenhus ved Østerå (nr. 25).

## Saltkompagni og Kejserkrig
Samtidig med byggeriet af stenhuset i 1622 blev han involveret i Christian IV's projekter om saltkompagnierne. Formålet var at sikre Danmark og Norge forsyninger af salt – og vin fra Frankrig og Spanien, da der var krig imellem Spanien og Nederlandene. Den truede importen.
Aalborg blev hjemsted for et af disse saltkompagnier, og byens købmænd investerede 10.220 daler i dem. Jens Bang bidrog med 500 daler og blev valgt til en af direktørposterne i saltkompagniet. Det aalborgensiske saltkompagni blev dog ikke en succes, da to ud af tre af dets saltskibe forliste.:38-39

## Deroute
De ellers så gode tider endte for Bang, da hans hustru døde og blev begravet i Budolfi Kirke den 19. juli 1639. Han lå i stridigheder med kreditorer, og der blev ofte foretaget udlæg hos ham. Mangel på likvide midler voldte ham sikkert vanskeligheder. Ikke desto mindre lod han og hustruen lod så sent som 1637 opføre et fattighus med 26 senge og en ret stor have. Boregistreringen efter hustruens død viste, at han endnu havde en stor forretning og bl.a. ejede en betydelig mængde gårde, huse, boder og grunde i Aalborg. Imidlertid gik det stadig tilbage for ham, og da han døde, var hans bo formentlig insolvent og hans store stenhus pantsat til en række kreditorer. Han formåede dog at beholde huset til sin død.
Jens Bang døde i begyndelsen af februar 1644, næsten samtidigt med de svenske troppers besættelse af Aalborg under Torstenssonkrigen. De svenske soldater rykkede ind i stenhuset, hvor de ødelagde eller stjal alt, de kunne komme i nærheden af. To billeder af Jens Bang og hans hustru, som var den bedste mulighed for at få et indtryk af Jens Bangs udseende og selvopfattelse, forsvandt.

## Personlighed
Jens Bang var involveret i et utal af retssager, bl.a. blev han tiltalt i 1639 for ved sin hustru Maren Jørgensdatters begravelse at udsmykke hendes ligkiste på en måde, der kun var adelen tilladt. Kilderne tegner et billede af en kværulant med brutale sider. Modsat andre storkøbmænd fik han heller ikke embede i magistraten, selv om han nød kongelig bevågenhed.